# Coppa Libertadores 2023
La Coppa Libertadores 2023 è stata la 64ª edizione della Coppa Libertadores d'America, il più importante torneo di calcio del Sud America organizzato dalla CONMEBOL. Al torneo hanno partecipato 47 squadre provenienti dai 10 paesi latinoamericani affiliati alla CONMEBOL: Argentina, Bolivia, Brasile, Cile, Colombia, Ecuador, Paraguay, Perù, Uruguay e Venezuela. Il torneo è iniziato il 7 febbraio ed è terminato il 4 novembre 2023 con la finale disputata allo stadio Maracanã di Rio de Janeiro. Il Flamengo era il campione in carica, avendo vinto l'edizione precedente.
A vincere il torneo è stato il club brasiliano del Fluminense, che nella finale ha battuto per 2-1 ai tempi supplementari gli argentini del Boca Juniors, al primo successo nella competizione. Grazie a questa vittoria, il Fluminense ha ottenuto il diritto di disputare la Coppa del mondo per club FIFA 2023 e la Recopa Sudamericana 2024 (quest'ultima contro la vincente della Coppa Sudamericana 2023, gli ecuadoriani dell'LDU Quito).

## Squadre
Al torneo partecipano 47 squadre appartenenti alle 10 federazioni della CONMEBOL, e i criteri di qualificazione sono determinati dalle singole federazioni nazionali.
| Nazione               | Squadra                                      | Turno di ingresso | Qualificazione                                                                                 |
| --------------------- | -------------------------------------------- | ----------------- | ---------------------------------------------------------------------------------------------- |
| Argentina (6 squadre) | Boca Juniors (ARG 1)                         | Fase a gruppi     | Vincitrice della Primera División 2022                                                         |
| Argentina (6 squadre) | Racing Club (ARG 2)                          | Fase a gruppi     | 1ª nella classifica aggregata di Primera División 2022 e Copa de la Liga Profesional 2022      |
| Argentina (6 squadre) | Patronato (ARG 3)                            | Fase a gruppi     | Vincitrice della Copa Argentina 2022                                                           |
| Argentina (6 squadre) | River Plate (ARG 4)                          | Fase a gruppi     | 2ª nella classifica aggregata di Primera División 2022 e Copa de la Liga Profesional 2022      |
| Argentina (6 squadre) | Argentinos Juniors (ARG 5)                   | Fase a gruppi     | 3ª nella classifica aggregata di Primera División 2022 e Copa de la Liga Profesional 2022      |
| Argentina (6 squadre) | Huracán (ARG 6)                              | Seconda fase      | 6ª nella classifica aggregata di Primera División 2022 e Copa de la Liga Profesional 2022      |
| Bolivia (4 squadre)   | Bolívar (BOL 1)                              | Fase a gironi     | Vincitrice dell'Apertura della Primera División 2022                                           |
| Bolivia (4 squadre)   | The Strongest (BOL 2)                        | Fase a gironi     | 2ª nella classifica aggregata della Primera División 2022                                      |
| Bolivia (4 squadre)   | Always Ready (BOL 3)                         | Seconda fase      | 3ª nella classifica aggregata della Primera División 2022                                      |
| Bolivia (4 squadre)   | Nacional Potosí (BOL 4)                      | Prima fase        | 4ª nella classifica aggregata della Primera División 2022                                      |
| Brasile (7+1 squadre) | Flamengo (Coppa Libertadores)                | Fase a gruppi     | Vincitrice della Coppa Libertadores 2022                                                       |
| Brasile (7+1 squadre) | Palmeiras (BRA 1)                            | Fase a gruppi     | Vincitrice del Campeonato Brasileiro Série A 2022                                              |
| Brasile (7+1 squadre) | Internacional (BRA 2)                        | Fase a gruppi     | 2ª nel Campeonato Brasileiro Série A 2022                                                      |
| Brasile (7+1 squadre) | Fluminense (BRA 3)                           | Fase a gruppi     | 4ª nel Campeonato Brasileiro Série A 2022                                                      |
| Brasile (7+1 squadre) | Corinthians (BRA 4)                          | Fase a gruppi     | 5ª nel Campeonato Brasileiro Série A 2022                                                      |
| Brasile (7+1 squadre) | Athl. Paranaense (BRA 5)                     | Fase a gruppi     | 6ª nel Campeonato Brasileiro Série A 2022                                                      |
| Brasile (7+1 squadre) | Atlético Mineiro (BRA 6)                     | Seconda fase      | 7ª nel Campeonato Brasileiro Série A 2022                                                      |
| Brasile (7+1 squadre) | Fortaleza (BRA 7)                            | Seconda fase      | 8ª nel Campeonato Brasileiro Série A 2022                                                      |
| Cile (4 squadre)      | Colo-Colo (CIL 1)                            | Fase a gruppi     | Vincitrice della Primera División 2021                                                         |
| Cile (4 squadre)      | Ñublense (CIL 2)                             | Fase a gruppi     | 2ª nella Primera División 2022                                                                 |
| Cile (4 squadre)      | Curicó Unido (CIL 3)                         | Seconda fase      | 3ª nella Primera División 2022                                                                 |
| Cile (4 squadre)      | Magallanes (CIL 4)                           | Seconda fase      | Vincitrice della Copa Chile 2022                                                               |
| Colombia (4 squadre)  | Atlético Nacional (COL 1)                    | Fase a gruppi     | Vincitrice del Torneo Apertura 2022                                                            |
| Colombia (4 squadre)  | Deportivo Pereira (COL 2)                    | Fase a gruppi     | Vincitrice del Torneo Finalización 2022                                                        |
| Colombia (4 squadre)  | Independiente Medellín (COL 3)               | Seconda fase      | 2ª nella classifica aggregata della Categoría Primera A 2022                                   |
| Colombia (4 squadre)  | Millonarios (COL 4)                          | Seconda fase      | Vincitrice della Copa Colombia 2022                                                            |
| Ecuador (4+1 squadre) | Independiente del Valle (Coppa Sudamericana) | Fase a gruppi     | Vincitrice della Coppa Sudamericana 2022                                                       |
| Ecuador (4+1 squadre) | Aucas (ECU 1)                                | Fase a gruppi     | Vincitrice della Primera Categoría Serie A 2022                                                |
| Ecuador (4+1 squadre) | Barcelona SC (ECU 2)                         | Fase a gruppi     | 2ª nella Primera Categoría Serie A 2022                                                        |
| Ecuador (4+1 squadre) | Universidad Católica (ECU 3)                 | Seconda fase      | 3ª nella classifica aggregata della Primera Categoría Serie A 2022                             |
| Ecuador (4+1 squadre) | El Nacional (ECU 4)                          | Prima fase        | 3ª nella Copa Ecuador 2022                                                                     |
| Paraguay (4 squadre)  | Olimpia (PAR 1)                              | Fase a gruppi     | 2ª nella classifica aggregata della División Profesional 2022 e vincitrice del Torneo Clausura |
| Paraguay (4 squadre)  | Libertad (PAR 2)                             | Fase a gruppi     | 3ª nella classifica aggregata della División Profesional 2022 e vincitrice del Torneo Apertura |
| Paraguay (4 squadre)  | Cerro Porteño (PAR 3)                        | Seconda fase      | 1ª nella classifica aggregata della División Profesional 2022                                  |
| Paraguay (4 squadre)  | Nacional (PAR 4)                             | Prima fase        | 4ª nella classifica aggregata della División Profesional 2022                                  |
| Perù (4 squadre)      | Alianza Lima (PER 1)                         | Fase a gruppi     | Vincitrice della Liga 1 2022                                                                   |
| Perù (4 squadre)      | Melgar (PER 2)                               | Fase a gruppi     | 2ª nella Liga 1 2022                                                                           |
| Perù (4 squadre)      | Sporting Cristal (PER 3)                     | Seconda fase      | 3ª nella classifica aggregata della Liga 1 2022                                                |
| Perù (4 squadre)      | Sport Huancayo (PER 4)                       | Prima fase        | 4ª nella classifica aggregata della Liga 1 2022                                                |
| Uruguay (4 squadre)   | Nacional (URU 1)                             | Fase a gruppi     | Vincitrice della Primera División 2022                                                         |
| Uruguay (4 squadre)   | Liverpool (M) (URU 2)                        | Fase a gruppi     | 2ª nella Primera División 2022                                                                 |
| Uruguay (4 squadre)   | Dep. Maldonado (URU 3)                       | Seconda fase      | 3ª nella classifica aggregata della Primera División 2022                                      |
| Uruguay (4 squadre)   | Boston River (URU 4)                         | Prima fase        | 4ª nella classifica aggregata della Primera División 2022                                      |
| Venezuela (4 squadre) | Metropolitanos (VEN 1)                       | Fase a gruppi     | Vincitrice della Primera División 2022                                                         |
| Venezuela (4 squadre) | Monagas (VEN 2)                              | Fase a gruppi     | 2ª nella Primera División 2022                                                                 |
| Venezuela (4 squadre) | Carabobo (VEN 3)                             | Seconda fase      | 3ª nella Primera División 2022                                                                 |
| Venezuela (4 squadre) | Zamora FC (VEN 4)                            | Prima fase        | 4ª nella Primera División 2022                                                                 |

## Date
Il programma della competizione è il seguente.
| Fase                        | Turno            | Sorteggio        | Andata               | Ritorno                    |
| --------------------------- | ---------------- | ---------------- | -------------------- | -------------------------- |
| Fase di qualificazione      | Prima fase       | 21 dicembre 2022 | 7-9 febbraio 2023    | 14-16 febbraio 2023        |
| Fase di qualificazione      | Seconda fase     | 21 dicembre 2022 | 21-23 febbraio 2023  | 28 febbraio - 2 marzo 2023 |
| Fase di qualificazione      | Terza fase       | 21 dicembre 2022 | 8-9 marzo 2023       | 15-16 marzo 2023           |
| Fase a gruppi               | Prima giornata   | 27 marzo 2023    | 4-6 aprile 2023      | 4-6 aprile 2023            |
| Fase a gruppi               | Seconda giornata | 27 marzo 2023    | 18-20 aprile 2023    | 18-20 aprile 2023          |
| Fase a gruppi               | Terza giornata   | 27 marzo 2023    | 2-4 maggio 2023      | 2-4 maggio 2023            |
| Fase a gruppi               | Quarta giornata  | 27 marzo 2023    | 23-25 maggio 2023    | 23-25 maggio 2023          |
| Fase a gruppi               | Quinta giornata  | 27 marzo 2023    | 6-8 giugno 2023      | 6-8 giugno 2023            |
| Fase a gruppi               | Sesta giornata   | 27 marzo 2023    | 27-29 giugno 2023    | 27-29 giugno 2023          |
| Fase a eliminazione diretta | Ottavi di finale | 21 luglio 2023   | 1-3 agosto 2023      | 8-10 agosto 2023           |
| Fase a eliminazione diretta | Quarti di finale | 21 luglio 2023   | 22-24 agosto 2023    | 29-31 agosto 2023          |
| Fase a eliminazione diretta | Semifinali       | 21 luglio 2023   | 26-28 settembre 2023 | 3-5 ottobre 2023           |
| Fase a eliminazione diretta | Finale           | 21 luglio 2023   | 11 novembre 2023     | 11 novembre 2023           |

## Fase di qualificazione

### Prima fase
Alla prima fase partecipano sei squadre provenienti da Bolivia, Ecuador, Paraguay, Perù, Uruguay e Venezuela. Tramite sorteggio, tenutosi il 21 dicembre 2022 a Luque, in Paraguay, sono state determinate le tre sfide a eliminazione diretta, le vincenti delle quali hanno il diritto di accedere alla seconda fase. Le partite d'andata si sono disputate il 7, 8 e 9 febbraio 2023, mentre le partite di ritorno il 14, 15 e 16 febbraio 2023. In caso di parità di reti segnate dopo le due partite si passa direttamente ai tiri di rigore, senza disputare i tempi supplementari.
| Squadra 1       | Totale | Squadra 2   | Andata | Ritorno |
| --------------- | ------ | ----------- | ------ | ------- |
| Sport Huancayo  | 3 - 4  | Nacional    | 2 - 1  | 1 - 3   |
| Nacional Potosí | 2 - 9  | El Nacional | 1 - 6  | 1 - 3   |
| Boston River    | 4 - 1  | Zamora FC   | 3 - 1  | 1 - 0   |

### Seconda fase
Alla seconda fase partecipano 16 squadre: le 3 vincenti della prima fase e altre 13 squadre provenienti da tutte le federazioni (2 da Brasile, Cile e Colombia e 1 dalle altre). Il sorteggio ha determinato gli otto accoppiamenti, le vincenti dei quali accedono alla terza fase. Le partite d'andata si sono disputate il 21, 22 e 23 febbraio 2023, mentre le partite di ritorno il 28 febbraio, il 1º e 2 marzo 2023.
| Squadra 1            | Totale | Squadra 2              | Andata | Ritorno |
| -------------------- | ------ | ---------------------- | ------ | ------- |
| Carabobo             | 1 - 3  | Atlético Mineiro       | 0 - 0  | 1 - 3   |
| Nacional             | 3 - 5  | Sporting Cristal       | 2 - 0  | 1 - 5   |
| Dep. Maldonado       | 0 - 4  | Fortaleza              | 0 - 0  | 0 - 4   |
| El Nacional          | 3 - 4  | Independiente Medellín | 2 - 2  | 1 - 2   |
| Magallanes           | 6 - 1  | Always Ready           | 3 - 0  | 3 - 1   |
| Curicó Unido         | 0 - 2  | Cerro Porteño          | 0 - 1  | 0 - 1   |
| Boston River         | 0 - 1  | Huracán                | 0 - 0  | 0 - 1   |
| Universidad Católica | 1 - 2  | Millonarios            | 0 - 0  | 1 - 2   |

### Terza fase
Alla terza fase partecipano le 8 squadre vincenti della seconda fase, con la possibilità di incroci tra squadre della stessa federazione. Il sorteggio ha determinato i quattro accoppiamenti, le vincenti dei quali accedono alla fase a gruppi, mentre le perdenti sono ammesse alla fase a gruppi della Coppa Sudamericana 2023. Le partite d'andata si sono disputate l'8 e 9 marzo 2023, mentre le partite di ritorno il 15 e 16 marzo 2023.
| Squadra 1   | Totale | Squadra 2              | Andata | Ritorno |
| ----------- | ------ | ---------------------- | ------ | ------- |
| Millonarios | 2 - 4  | Atlético Mineiro       | 1 - 1  | 1 - 3   |
| Huracán     | 0 - 1  | Sporting Cristal       | 0 - 0  | 0 - 1   |
| Fortaleza   | 1 - 3  | Cerro Porteño          | 0 - 1  | 1 - 2   |
| Magallanes  | 1 - 3  | Independiente Medellín | 1 - 1  | 0 - 2   |

## Fase a gruppi
Il sorteggio per definire la composizione dei gruppi si è tenuto il 27 marzo 2023 a Luque, in Paraguay.
Le 32 squadre partecipanti, le 28 ammesse direttamente e le 4 vincitrici della fase di qualificazione, verranno divise in 8 gruppi, ciascuno composto da 4 squadre. Ogni squadra gioca con le altre 3 squadre del proprio girone con partite di andata e ritorno. La prima e la seconda classificata di ogni girone accedono agli ottavi di finale, mentre la terza classificata ha il diritto di accedere alla Coppa Sudamericana 2023.

### Gruppo A

#### Classifica
| Pos | Squadra     | Pt | G | V | N | P | GF | GS | DR |
| --- | ----------- | -- | - | - | - | - | -- | -- | -- |
| 1.  | Racing Club | 13 | 6 | 4 | 1 | 1 | 13 | 6  | +7 |
| 2.  | Flamengo    | 11 | 6 | 3 | 2 | 1 | 11 | 5  | +6 |
| 3.  | Ñublense    | 5  | 6 | 1 | 2 | 3 | 3  | 10 | -7 |
| 4.  | Aucas       | 4  | 6 | 1 | 1 | 4 | 6  | 12 | -6 |

#### Risultati
| Squadra 1   | Risultato   | Squadra 2   |
| 1ª giornata | 1ª giornata | 1ª giornata |
| ----------- | ----------- | ----------- |
| Ñublense    | 0 - 2       | Racing Club |
| Aucas       | 2 - 1       | Flamengo    |
| 2ª giornata |             |             |
| Racing Club | 3 - 2       | Aucas       |
| Flamengo    | 2 - 0       | Ñublense    |
| 3ª giornata |             |             |
| Racing Club | 1 - 1       | Flamengo    |
| Ñublense    | 2 - 1       | Aucas       |
| 4ª giornata |             |             |
| Aucas       | 1 - 2       | Racing Club |
| Ñublense    | 1 - 1       | Flamengo    |
| 5ª giornata |             |             |
| Flamengo    | 2 - 1       | Racing Club |
| Aucas       | 0 - 0       | Ñublense    |
| 6ª giornata |             |             |
| Flamengo    | 4 - 0       | Aucas       |
| Racing Club | 4 - 0       | Ñublense    |

### Gruppo B

#### Classifica
| Pos | Squadra                | Pt | G | V | N | P | GF | GS | DR |
| --- | ---------------------- | -- | - | - | - | - | -- | -- | -- |
| 1.  | Internacional          | 12 | 6 | 3 | 3 | 0 | 10 | 6  | +4 |
| 2.  | Nacional               | 11 | 6 | 3 | 2 | 1 | 9  | 7  | +2 |
| 3.  | Independiente Medellín | 10 | 6 | 3 | 1 | 2 | 10 | 9  | +1 |
| 4.  | Metropolitanos         | 0  | 6 | 0 | 0 | 6 | 4  | 11 | -7 |

#### Risultati
| Squadra 1              | Risultato   | Squadra 2              |
| 1ª giornata            | 1ª giornata | 1ª giornata            |
| ---------------------- | ----------- | ---------------------- |
| Independiente Medellín | 1 - 1       | Internacional          |
| Metropolitanos         | 1 - 2       | Nacional               |
| 2ª giornata            |             |                        |
| Internacional          | 1 - 0       | Metropolitanos         |
| Nacional               | 2 - 1       | Independiente Medellín |
| 3ª giornata            |             |                        |
| Internacional          | 2 - 2       | Nacional               |
| Independiente Medellín | 4 - 2       | Metropolitanos         |
| 4ª giornata            |             |                        |
| Metropolitanos         | 1 - 2       | Internacional          |
| Independiente Medellín | 2 - 1       | Nacional               |
| 5ª giornata            |             |                        |
| Nacional               | 1 - 1       | Internacional          |
| Metropolitanos         | 0 - 1       | Independiente Medellín |
| 6ª giornata            |             |                        |
| Nacional               | 1 - 0       | Metropolitanos         |
| Internacional          | 3 - 1       | Independiente Medellín |

### Gruppo C

#### Classifica
| Pos | Squadra       | Pt | G | V | N | P | GF | GS | DR  |
| --- | ------------- | -- | - | - | - | - | -- | -- | --- |
| 1.  | Palmeiras     | 15 | 6 | 5 | 0 | 1 | 16 | 6  | +10 |
| 2.  | Bolívar       | 12 | 6 | 4 | 0 | 2 | 11 | 7  | +4  |
| 3.  | Barcelona SC  | 4  | 6 | 1 | 1 | 4 | 7  | 12 | -5  |
| 4.  | Cerro Porteño | 4  | 6 | 1 | 1 | 4 | 5  | 14 | -9  |

#### Risultati
| Squadra 1     | Risultato   | Squadra 2     |
| 1ª giornata   | 1ª giornata | 1ª giornata   |
| ------------- | ----------- | ------------- |
| Cerro Porteño | 2 - 1       | Barcelona SC  |
| Bolívar       | 3 - 1       | Palmeiras     |
| 2ª giornata   |             |               |
| Barcelona SC  | 2 - 1       | Bolívar       |
| Palmeiras     | 2 - 1       | Cerro Porteño |
| 3ª giornata   |             |               |
| Barcelona SC  | 0 - 2       | Palmeiras     |
| Cerro Porteño | 0 - 4       | Bolívar       |
| 4ª giornata   |             |               |
| Bolívar       | 1 - 0       | Barcelona SC  |
| Cerro Porteño | 0 - 3       | Palmeiras     |
| 5ª giornata   |             |               |
| Palmeiras     | 4 - 2       | Barcelona SC  |
| Bolívar       | 2 - 0       | Cerro Porteño |
| 6ª giornata   |             |               |
| Palmeiras     | 4 - 0       | Bolívar       |
| Barcelona SC  | 2 - 2       | Cerro Porteño |

### Gruppo D

#### Classifica
| Pos | Squadra          | Pt | G | V | N | P | GF | GS | DR |
| --- | ---------------- | -- | - | - | - | - | -- | -- | -- |
| 1.  | Fluminense       | 10 | 6 | 3 | 1 | 2 | 10 | 6  | +4 |
| 2.  | River Plate      | 10 | 6 | 3 | 1 | 2 | 11 | 11 | 0  |
| 3.  | Sporting Cristal | 8  | 6 | 2 | 2 | 2 | 8  | 10 | -2 |
| 4.  | The Strongest    | 6  | 6 | 2 | 0 | 4 | 5  | 7  | -2 |

#### Risultati
| Squadra 1        | Risultato   | Squadra 2        |
| 1ª giornata      | 1ª giornata | 1ª giornata      |
| ---------------- | ----------- | ---------------- |
| Sporting Cristal | 1 - 3       | Fluminense       |
| The Strongest    | 3 - 1       | River Plate      |
| 2ª giornata      |             |                  |
| Fluminense       | 1 - 0       | The Strongest    |
| River Plate      | 4 - 2       | Sporting Cristal |
| 3ª giornata      |             |                  |
| Fluminense       | 5 - 1       | River Plate      |
| Sporting Cristal | 1 - 0       | The Strongest    |
| 4ª giornata      |             |                  |
| The Strongest    | 1 - 0       | Fluminense       |
| Sporting Cristal | 1 - 1       | River Plate      |
| 5ª giornata      |             |                  |
| River Plate      | 2 - 0       | Fluminense       |
| The Strongest    | 1 - 2       | Sporting Cristal |
| 6ª giornata      |             |                  |
| River Plate      | 2 - 0       | The Strongest    |
| Fluminense       | 1 - 1       | Sporting Cristal |

### Gruppo E

#### Classifica
| Pos | Squadra                 | Pt | G | V | N | P | GF | GS | DR |
| --- | ----------------------- | -- | - | - | - | - | -- | -- | -- |
| 1.  | Independiente del Valle | 12 | 6 | 4 | 0 | 2 | 10 | 5  | +5 |
| 2.  | Argentinos Juniors      | 11 | 6 | 3 | 2 | 1 | 8  | 6  | +2 |
| 3.  | Corinthians             | 7  | 6 | 2 | 1 | 3 | 7  | 6  | +1 |
| 4.  | Liverpool (M)           | 4  | 6 | 1 | 1 | 4 | 4  | 12 | -8 |

#### Risultati
| Squadra 1               | Risultato   | Squadra 2               |
| 1ª giornata             | 1ª giornata | 1ª giornata             |
| ----------------------- | ----------- | ----------------------- |
| Liverpool (M)           | 0 - 3       | Corinthians             |
| Argentinos Juniors      | 1 - 0       | Independiente del Valle |
| 2ª giornata             |             |                         |
| Corinthians             | 0 - 1       | Argentinos Juniors      |
| Independiente del Valle | 2 - 0       | Liverpool (M)           |
| 3ª giornata             |             |                         |
| Corinthians             | 1 - 2       | Independiente del Valle |
| Liverpool (M)           | 2 - 2       | Argentinos Juniors      |
| 4ª giornata             |             |                         |
| Argentinos Juniors      | 0 - 0       | Corinthians             |
| Liverpool (M)           | 1 - 0       | Independiente del Valle |
| 5ª giornata             |             |                         |
| Independiente del Valle | 3 - 0       | Corinthians             |
| Argentinos Juniors      | 2 - 1       | Liverpool (M)           |
| 6ª giornata             |             |                         |
| Independiente del Valle | 3 - 2       | Argentinos Juniors      |
| Corinthians             | 3 - 0       | Liverpool (M)           |

### Gruppo F

#### Classifica
| Pos | Squadra           | Pt | G | V | N | P | GF | GS | DR |
| --- | ----------------- | -- | - | - | - | - | -- | -- | -- |
| 1.  | Boca Juniors      | 13 | 6 | 4 | 1 | 1 | 9  | 2  | +7 |
| 2.  | Deportivo Pereira | 8  | 6 | 2 | 2 | 2 | 5  | 5  | 0  |
| 3.  | Colo-Colo         | 6  | 6 | 1 | 3 | 2 | 3  | 5  | -2 |
| 4.  | Monagas           | 5  | 6 | 1 | 2 | 3 | 3  | 8  | -5 |

#### Risultati
| Squadra 1         | Risultato   | Squadra 2         |
| 1ª giornata       | 1ª giornata | 1ª giornata       |
| ----------------- | ----------- | ----------------- |
| Deportivo Pereira | 1 - 1       | Colo-Colo         |
| Monagas           | 0 - 0       | Boca Juniors      |
| 2ª giornata       |             |                   |
| Colo-Colo         | 1 - 0       | Monagas           |
| Boca Juniors      | 2 - 1       | Deportivo Pereira |
| 3ª giornata       |             |                   |
| Colo-Colo         | 0 - 2       | Boca Juniors      |
| Deportivo Pereira | 2 - 1       | Monagas           |
| 4ª giornata       |             |                   |
| Monagas           | 1 - 1       | Colo-Colo         |
| Deportivo Pereira | 1 - 0       | Boca Juniors      |
| 5ª giornata       |             |                   |
| Boca Juniors      | 1 - 0       | Colo-Colo         |
| Monagas           | 1 - 0       | Deportivo Pereira |
| 6ª giornata       |             |                   |
| Boca Juniors      | 4 - 0       | Monagas           |
| Colo-Colo         | 0 - 0       | Deportivo Pereira |

### Gruppo G

#### Classifica
| Pos | Squadra          | Pt | G | V | N | P | GF | GS | DR |
| --- | ---------------- | -- | - | - | - | - | -- | -- | -- |
| 1.  | Athl. Paranaense | 13 | 6 | 4 | 1 | 1 | 9  | 4  | +5 |
| 2.  | Atlético Mineiro | 10 | 6 | 3 | 1 | 2 | 7  | 5  | +2 |
| 3.  | Libertad         | 7  | 6 | 2 | 1 | 3 | 6  | 7  | -1 |
| 4.  | Alianza Lima     | 4  | 6 | 1 | 1 | 4 | 3  | 9  | -6 |

#### Risultati
| Squadra 1        | Risultato   | Squadra 2        |
| 1ª giornata      | 1ª giornata | 1ª giornata      |
| ---------------- | ----------- | ---------------- |
| Atlético Mineiro | 0 - 1       | Libertad         |
| Alianza Lima     | 0 - 0       | Athl. Paranaense |
| 2ª giornata      |             |                  |
| Libertad         | 1 - 2       | Alianza Lima     |
| Athl. Paranaense | 2 - 1       | Atlético Mineiro |
| 3ª giornata      |             |                  |
| Libertad         | 1 - 2       | Athl. Paranaense |
| Atlético Mineiro | 2 - 0       | Alianza Lima     |
| 4ª giornata      |             |                  |
| Alianza Lima     | 1 - 2       | Libertad         |
| Atlético Mineiro | 2 - 1       | Athl. Paranaense |
| 5ª giornata      |             |                  |
| Athl. Paranaense | 1 - 0       | Libertad         |
| Alianza Lima     | 0 - 1       | Atlético Mineiro |
| 6ª giornata      |             |                  |
| Athl. Paranaense | 3 - 0       | Alianza Lima     |
| Libertad         | 1 - 1       | Atlético Mineiro |

### Gruppo H

#### Classifica
| Pos | Squadra           | Pt | G | V | N | P | GF | GS | DR |
| --- | ----------------- | -- | - | - | - | - | -- | -- | -- |
| 1.  | Olimpia           | 14 | 6 | 4 | 2 | 0 | 13 | 4  | +9 |
| 2.  | Atlético Nacional | 10 | 6 | 3 | 1 | 2 | 8  | 8  | 0  |
| 3.  | Patronato         | 6  | 6 | 2 | 0 | 4 | 6  | 11 | -5 |
| 4.  | Melgar            | 4  | 6 | 1 | 1 | 4 | 9  | 13 | -4 |

#### Risultati
| Squadra 1         | Risultato   | Squadra 2         |
| 1ª giornata       | 1ª giornata | 1ª giornata       |
| ----------------- | ----------- | ----------------- |
| Patronato         | 1 - 2       | Atlético Nacional |
| Melgar            | 1 - 1       | Olimpia           |
| 2ª giornata       |             |                   |
| Atlético Nacional | 3 - 1       | Melgar            |
| Olimpia           | 1 - 0       | Patronato         |
| 3ª giornata       |             |                   |
| Atlético Nacional | 2 - 2       | Olimpia           |
| Patronato         | 4 - 1       | Melgar            |
| 4ª giornata       |             |                   |
| Melgar            | 0 - 1       | Atlético Nacional |
| Patronato         | 0 - 2       | Olimpia           |
| 5ª giornata       |             |                   |
| Olimpia           | 3 - 0       | Atlético Nacional |
| Melgar            | 5 - 0       | Patronato         |
| 6ª giornata       |             |                   |
| Olimpia           | 4 - 1       | Melgar            |
| Atlético Nacional | 0 - 1       | Patronato         |

## Fase a eliminazione diretta
Le fasi a eliminazione diretta include la disputa di ottavi di finale, quarti di finale e semifinali, con partite di andata e ritorno. Le squadre che hanno superato la fase a gruppi come prime classificate sono inserite nell'urna delle teste di serie e ordinate in base ai punti conquistati nella fase precedente, mentre le squadre seconde classificate sono inserite in una seconda urna e ordinate sempre in base ai punti conquistati nei gruppi. Gli accoppiamenti degli ottavi di finale e del tabellone sono stabiliti tramite sorteggio, tenutosi il 5 luglio 2023 ad Asunción, in Paraguay. In caso di parità di reti segnate dopo le due partite si passa direttamente ai tiri di rigore, senza disputare i tempi supplementari. La finale viene disputata in gara unica e, diversamente dai turni precedenti, in caso di parità dopo i tempi regolamentari sono previsti i tempi supplementari ed eventualmente i tiri di rigore.

### Tabellone
|  | Ottavi di finale        | Ottavi di finale | Ottavi di finale | Ottavi di finale |       |                    | Quarti di finale | Quarti di finale | Quarti di finale | Quarti di finale |  |                    | Semifinali | Semifinali | Semifinali | Semifinali |              |   | Finale | Finale |
|  |                         |                  |                  |                  |       |                    |                  |                  |                  |                  |  |                    |            |            |            |            |              |   |        |        |
|  | Nacional                | 0                | 2                | 2 (2)            |       |                    |                  |                  |                  |                  |  |                    |            |            |            |            |              |   |        |        |
|  | Boca Juniors (dtr)      | 0                | 2                | 2 (4)            |       |                    |                  |                  |                  |                  |  |                    |            |            |            |            |              |   |        |        |
|  | Boca Juniors (dtr)      | 0                | 2                | 2 (4)            |       | Boca Juniors (dtr) | 0                | 0                | 0 (4)            |                  |  |                    |            |            |            |            |              |   |        |        |
|  |                         |                  |                  |                  |       | Boca Juniors (dtr) | 0                | 0                | 0 (4)            |                  |  |                    |            |            |            |            |              |   |        |        |
|  |                         | Racing Club      | 0                | 0                | 0 (1) |                    |                  |                  |                  |                  |  |                    |            |            |            |            |              |   |        |        |
|  | Atlético Nacional       | Racing Club      | 0                | 0                | 0 (1) | 4                  | 0                | 4                |                  |                  |  |                    |            |            |            |            |              |   |        |        |
|  | Atlético Nacional       |                  |                  |                  |       | 4                  | 0                | 4                |                  |                  |  |                    |            |            |            |            |              |   |        |        |
|  | Racing Club             | 2                | 3                | 5                |       |                    |                  |                  |                  |                  |  |                    |            |            |            |            |              |   |        |        |
|  | Racing Club             | 2                | 3                | 5                |       |                    |                  |                  |                  |                  |  | Boca Juniors (dtr) | 0          | 1          | 1 (4)      |            |              |   |        |        |
|  |                         |                  |                  |                  |       |                    |                  |                  |                  |                  |  | Boca Juniors (dtr) | 0          | 1          | 1 (4)      |            |              |   |        |        |
|  |                         | Palmeiras        | 0                | 1                | 1 (2) |                    |                  |                  |                  |                  |  |                    |            |            |            |            |              |   |        |        |
|  | Deportivo Pereira       | Palmeiras        | 0                | 1                | 1 (2) | 1                  | 1                | 2                |                  |                  |  |                    |            |            |            |            |              |   |        |        |
|  | Deportivo Pereira       |                  |                  |                  |       | 1                  | 1                | 2                |                  |                  |  |                    |            |            |            |            |              |   |        |        |
|  | Independiente del Valle | 0                | 1                | 1                |       |                    |                  |                  |                  |                  |  |                    |            |            |            |            |              |   |        |        |
|  | Independiente del Valle | 0                | 1                | 1                |       | Deportivo Pereira  | 0                | 0                | 0                |                  |  |                    |            |            |            |            |              |   |        |        |
|  |                         |                  |                  |                  |       | Deportivo Pereira  | 0                | 0                | 0                |                  |  |                    |            |            |            |            |              |   |        |        |
|  |                         | Palmeiras        | 4                | 0                | 4     |                    |                  |                  |                  |                  |  |                    |            |            |            |            |              |   |        |        |
|  | Atlético Mineiro        | Palmeiras        | 4                | 0                | 4     | 0                  | 0                | 0                |                  |                  |  |                    |            |            |            |            |              |   |        |        |
|  | Atlético Mineiro        |                  |                  |                  |       | 0                  | 0                | 0                |                  |                  |  |                    |            |            |            |            |              |   |        |        |
|  | Palmeiras               | 1                | 0                | 1                |       |                    |                  |                  |                  |                  |  |                    |            |            |            |            |              |   |        |        |
|  | Palmeiras               | 1                | 0                | 1                |       |                    |                  |                  |                  |                  |  |                    |            |            |            |            | Boca Juniors | 1 |        |        |
|  |                         |                  |                  |                  |       |                    |                  |                  |                  |                  |  |                    |            |            |            |            |              | 1 |        |        |
|  |                         | Fluminense (dts) | 2                |                  |       |                    |                  |                  |                  |                  |  |                    |            |            |            |            |              |   |        |        |
|  | Argentinos Juniors      | Fluminense (dts) | 2                | 1                | 0     | 1                  |                  |                  |                  |                  |  |                    |            |            |            |            |              |   |        |        |
|  | Argentinos Juniors      |                  |                  | 1                | 0     | 1                  |                  |                  |                  |                  |  |                    |            |            |            |            |              |   |        |        |
|  | Fluminense              | 1                | 2                | 3                |       |                    |                  |                  |                  |                  |  |                    |            |            |            |            |              |   |        |        |
|  | Fluminense              | 1                | 2                | 3                |       | Fluminense         | 2                | 3                | 5                |                  |  |                    |            |            |            |            |              |   |        |        |
|  |                         |                  |                  |                  |       | Fluminense         | 2                | 3                | 5                |                  |  |                    |            |            |            |            |              |   |        |        |
|  |                         | Olimpia          | 0                | 1                | 1     |                    |                  |                  |                  |                  |  |                    |            |            |            |            |              |   |        |        |
|  | Flamengo                | Olimpia          | 0                | 1                | 1     | 1                  | 1                | 2                |                  |                  |  |                    |            |            |            |            |              |   |        |        |
|  | Flamengo                |                  |                  |                  |       | 1                  | 1                | 2                |                  |                  |  |                    |            |            |            |            |              |   |        |        |
|  | Olimpia                 | 0                | 3                | 3                |       |                    |                  |                  |                  |                  |  |                    |            |            |            |            |              |   |        |        |
|  | Olimpia                 | 0                | 3                | 3                |       |                    |                  |                  |                  |                  |  | Fluminense         | 2          | 2          | 4          |            |              |   |        |        |
|  |                         |                  |                  |                  |       |                    |                  |                  |                  |                  |  | Fluminense         | 2          | 2          | 4          |            |              |   |        |        |
|  |                         | Internacional    | 2                | 1                | 3     |                    |                  |                  |                  |                  |  |                    |            |            |            |            |              |   |        |        |
|  | Bolívar (dtr)           | Internacional    | 2                | 1                | 3     | 3                  | 0                | 3 (5)            |                  |                  |  |                    |            |            |            |            |              |   |        |        |
|  | Bolívar (dtr)           |                  |                  |                  |       | 3                  | 0                | 3 (5)            |                  |                  |  |                    |            |            |            |            |              |   |        |        |
|  | Athl. Paranaense        | 1                | 2                | 3 (4)            |       |                    |                  |                  |                  |                  |  |                    |            |            |            |            |              |   |        |        |
|  | Athl. Paranaense        | 1                | 2                | 3 (4)            |       | Bolívar            | 0                | 0                | 0                |                  |  |                    |            |            |            |            |              |   |        |        |
|  |                         |                  |                  |                  |       | Bolívar            | 0                | 0                | 0                |                  |  |                    |            |            |            |            |              |   |        |        |
|  |                         | Internacional    | 1                | 2                | 3     |                    |                  |                  |                  |                  |  |                    |            |            |            |            |              |   |        |        |
|  | River Plate             | Internacional    | 1                | 2                | 3     | 2                  | 1                | 3 (8)            |                  |                  |  |                    |            |            |            |            |              |   |        |        |
|  | River Plate             |                  |                  |                  |       | 2                  | 1                | 3 (8)            |                  |                  |  |                    |            |            |            |            |              |   |        |        |
|  | Internacional (dtr)     | 1                | 2                | 3 (9)            |       |                    |                  |                  |                  |                  |  |                    |            |            |            |            |              |   |        |        |

### Ottavi di finale
Le partite d'andata degli ottavi si sono disputate l'1, 2 e 3 agosto 2023, mentre le partite di ritorno l'8, 9 e 10 agosto 2023.
| Squadra 1          | Totale          | Squadra 2               | Andata | Ritorno |
| ------------------ | --------------- | ----------------------- | ------ | ------- |
| Atlético Nacional  | 4 - 5           | Racing Club             | 4 - 2  | 0 - 3   |
| Bolívar            | 3 - 3 (5-4 dtr) | Athl. Paranaense        | 3 - 1  | 0 - 2   |
| Flamengo           | 2 - 3           | Olimpia                 | 1 - 0  | 1 - 3   |
| Atlético Mineiro   | 0 - 1           | Palmeiras               | 0 - 1  | 0 - 0   |
| Deportivo Pereira  | 2 - 1           | Independiente del Valle | 1 - 0  | 1 - 1   |
| Argentinos Juniors | 1 - 3           | Fluminense              | 1 - 1  | 0 - 2   |
| River Plate        | 3 - 3 (8-9 dtr) | Internacional           | 2 - 1  | 1 - 2   |
| Nacional           | 2 - 2 (2-4 dtr) | Boca Juniors            | 0 - 0  | 2 - 2   |

### Quarti di finale
Le partite d'andata dei quarti si sono disputate il 22, 23 e 24 agosto 2023, mentre le partite di ritorno il 29, 30 e 31 agosto 2023.
| Squadra 1         | Totale          | Squadra 2     | Andata | Ritorno |
| ----------------- | --------------- | ------------- | ------ | ------- |
| Boca Juniors      | 0 - 0 (4-1 dtr) | Racing Club   | 0 - 0  | 0 - 0   |
| Bolívar           | 0 - 3           | Internacional | 0 - 1  | 0 - 2   |
| Fluminense        | 5 - 1           | Olimpia       | 2 - 0  | 3 - 1   |
| Deportivo Pereira | 0 - 4           | Palmeiras     | 0 - 4  | 0 - 0   |

### Semifinali
Le partite d'andata delle semifinali si sono disputate il 27 e 28 settembre 2023, mentre le partite di ritorno il 4 e 5 ottobre 2023.
| Squadra 1    | Totale          | Squadra 2     | Andata | Ritorno |
| ------------ | --------------- | ------------- | ------ | ------- |
| Boca Juniors | 1 - 1 (4-2 dtr) | Palmeiras     | 0 - 0  | 1 - 1   |
| Fluminense   | 4 - 3           | Internacional | 2 - 2  | 2 - 1   |

### Finale
| Arbitro: | Wilmar Roldán |

|               |           |                      |
| Advíncula 72’ | Marcatori | 36’ Cano 99’ Kennedy |